# Sacro Cuore di Gesù Agonizzante
Sacro Cuore di Gesù Agonizzante är en kyrkobyggnad och titelkyrka i Rom, helgad åt Jesu heliga ångestfyllda hjärta. Kyrkan är belägen vid Via Sant'Arcangelo di Romagna i frazione Vitinia i zonen Mezzocammino och tillhör församlingen Sacro Cuore di Gesù Agonizzante.

## Historia
Kyrkan uppfördes efter ritningar av arkitekten Ildo Avetta och konsekrerades år 1955. Fasaden är uppförd i armerad betong och har en balustrad i gjutjärn, utformad ikonografiskt som en törnekrona.
Ovanför högaltaret ses en bronsskulptur föreställande Jungfru Maria, utförd av Romano Vio. Korsvägens bilder i keramik är ett verk av Manfredo Coltellini och sidoaltarnas mosaiker är gjorda av Giorgio Maddoli och Mino Rosi.

## Titelkyrka
Kyrkan stiftades som titelkyrka med namnet Sacro Cuore di Gesù Agonizzante a Vitinia av påve Paulus VI år 1969.
Kardinalpräster
- Julio Rosales y Ras: 1969–1983
- Vakant: 1983–1987
- Mario Luigi Ciappi: 1987–1996
- Vakant: 1996–2003
- Telesphore Placidus Toppo: 2003–